# April O'Neil
|  | Per a altres significats, vegeu «April O'Neil (actriu pornogràfica)». |

April O'Neil és un personatge que forma part de la sèrie de dibuixos animats de les Tortugues Ninja. Treballa com a periodista, tot i que en la seva primera aparició als còmics (1984) feia de programadora informàtica i també va tenir una botiga d'antiguitats. Portava un vestit groc, tenia els cabells castanys i acostumava a aparèixer cobrint notícies curioses en contra de les ordres del seu cap. En una d'aquestes incursions va conèixer les tortugues i el seu mestre, amb els quals va establir una relació d'amistat després que aquests la salvessin d'un atac al carrer. Va jurar guardar el secret de la seva existència en veure quina funció positiva exercien per mantenir l'ordre a la ciutat.